# Alice Superiore
Alice Superiore – miejscowość i gmina we Włoszech, w regionie Piemont, w prowincji Turyn.
Według danych na rok 2004 gminę zamieszkiwało 614 osób, 102,3 os./km².